# Казе Кулцони (Ређо Емилија)
Казе Кулцони је насеље у Италији у округу Ређо Емилија, региону Емилија-Ромања.
Према процени из 2011. у насељу је живело 37 становника. Насеље се налази на надморској висини од 38 м.